# Me, Natalie

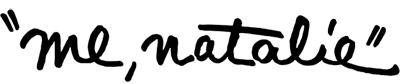
Me, Natalie (1969) film logo

Me, Natalie is een Amerikaanse film van regisseur Fred Coe uit 1969.

## Inhoud
Me, Natalie draait om Natalie Miller (Duke). Zij is een jonge vrouw op zoek naar vrijheid en onafhankelijkheid. Die zoektocht is een enorme strijd voor Natalie...
Al Pacino komt even voor in de film. Hij speelt de rol van Tony en danst in zijn scène met het hoofdpersonage Natalie. Dit was het debuut van Pacino op het grote scherm. Jaren later zei hij dat hij zich niets meer van de film herinnerde buiten het feit dat Patty Duke heel lief was.

## Rolverdeling
| Acteur          | Personage      |
| --------------- | -------------- |
| Patty Duke      | Natalie Miller |
| James Farentino | David Harris   |
| Martin Balsam   | Uncle Harold   |
| Elsa Lanchester | Miss Dennison  |
| Al Pacino       | Tony           |
| Bob Balaban     | Morris         |